# Victor Petters
Victor Petters (Apiúna, 1 de fevereiro de 1930 — 9 de setembro de 2000) foi um político brasileiro. Ocupou por dois mandatos a prefeitura de Indaial.
Seu primeiro mandato foi como vereador, entre 1963 e 1967. 
Em 1976 foi eleito prefeito de Indaial, pela antiga Aliança Renovadora Nacional (ARENA), partido que sustentava o regime militar. Tinha como vice-prefeito Luiz Polidoro. No ano de 1980, o regime militar prorrogou os mandatos dos prefeitos, e Victor Petters ficou no cargo até 1982, quando ocorreram novas eleições, sendo eleito Luiz Polidoro. 
Também em 1982, Victor Petters concorreu a deputado estadual, e ficou entre os primeiros suplentes, vindo a assumir o cargo na Assembléia Legislativa de Santa Catarina na 10ª Legislatura (1983 — 1987).
Em 1988, filiado ao Partido da Frente Liberal (PFL), derrotou Frederico João Hardt na corrida para a prefeitura por 8.733 a 7.806 votos.
A Casa da Cultura, um prédio que reúne biblioteca pública, salas de exposições e auditório, recebe o seu nome: Fundação Indaialense de Cultura Prefeito Victor Petters (FIC). No local existe uma estátua do ex-prefeito.